# Kim Jong-hun
Kim Jong-hun (* 1. September 1956) ist ein nordkoreanischer Fußballtrainer und früherer Nationalspieler.

## Karriere als Spieler
Kim gehörte als Spieler dem 25. April SC und lange Jahre zum nordkoreanischen Nationalkader, führte die Nationalmannschaft als Kapitän an und galt als einer der besten Abwehrspieler seines Landes. Seine Länderspielkarriere erstreckte sich mindestens von 1973 bis 1985, als er in den Qualifikationsrunden zu den Weltmeisterschaften 1974 und 1986 spielte. 1980 belegte er mit der Nationalmannschaft den vierten Rang bei der Asienmeisterschaft, das beste Resultat Nordkoreas bei der Kontinentalmeisterschaft. 1982 stand er mit dem Nationalteam im Halbfinale der Asienspiele, im Anschluss an die 2:3-Niederlage nach Verlängerung gegen Kuwait kam es zu Übergriffen auf den Schiedsrichter, was zu einer zweijährigen Sperre der Nationalmannschaft führte.

## Trainerkarriere
2007 wurde Kim Trainer des Nationalteams und führte die Auswahl zur WM-Endrunde 2010, der ersten WM-Teilnahme seit 1966. Kim ließ während der WM-Qualifikation mit einem extrem defensiven 4-5-1-System spielen, das seine Spieler taktisch sehr diszipliniert umsetzten und zu nur fünf Gegentoren in den 14 Partien der dritten und vierten Qualifikationsphase führte. Vor Torhüter Ri Myong-guk stand eine Vierer-Abwehrkette mit Cha Jong-hyok, Ri Jun-il, Pak Nam-chol und Ri Kwang-chon. Im zentralen Mittelfeld setzte er auf die erfahrenen Nam Song-chol, Kim Yong-jun und Spielmacher Ahn Young-hak, für die schnellen Gegenstöße zur Unterstützung des einzigen Stürmers Jong Tae-se waren Mun In-guk und Hong Yong-jo verantwortlich. Kim selbst bezeichnet die Spielweise als „Fußball, der von Schnelligkeit und ausgereifter Technik geprägt ist, sowie die Anforderungen an eine moderne Spielausrichtung erfüllt, die ein ausgeprägtes körperliches Durchsetzungsvermögen beinhaltet“.
Bei der WM-Endrunde startete Nordkorea mit einer respektablen 1:2-Niederlage gegen Rekordweltmeister Brasilien, unterlag aber anschließend zunächst Portugal mit 0:7, die höchste Niederlage in der Geschichte des nordkoreanischen Nationalteams, und am letzten Spieltag mit 0:3 gegen die Elfenbeinküste. Im Endklassement rangierte Nordkorea auf dem 32. und letzten Platz. Nachdem am 28. Juli 2010 das Radio Free Asia berichtete, dass Kim als Bestrafung für das schwache Abschneiden während der Weltmeisterschaft zu Zwangsarbeit auf einer Baustelle verurteilt worden sei, leitete die FIFA wenig später Untersuchungen ein. Diese wurden Ende August 2010 eingestellt, nachdem der nordkoreanische Verband schriftlich alle Vorwürfe abstritt und mitteilte, Trainer und Mannschaft würden „wie üblich trainieren“ und wie geplant an der Asienmeisterschaft 2011 teilnehmen.
Bei der Asienmeisterschaft war er allerdings nicht mehr Trainer der Mannschaft, an seiner Stelle übernahm Jo Tong-sop den Trainerposten. Kim Jong-hun kehrte daraufhin wieder zum 25. April Sports Club zurück, den er bereits vor seiner Tätigkeit als Nationaltrainer betreute.